# Sega Dreamcast
Sega Dreamcast (japanska: ドリームキャスト?, Doriimukasuto) är en TV-spelskonsol från Sega, lanserad i november 1998 i Japan. Dreamcast använde ett eget optiskt media kallat GD-ROM. Systemet hade fyra portar för handkontroller och ett inbyggt modem. Konsolen blev känd för att ha varit en pionjär inom onlinespelande för konsoler eftersom det var den första konsolen någonsin som hade ett inbyggt modem för internet och onlinespel. Konsolen hade även för sin tid kraftfull prestanda som låg långt före sin tid.
I samband med lanseringen i Europa 1999 sålde konsolen mycket under första veckan, endast Wii har sålt mer under sina första sju dagar. Sedan tog det stopp vilken framför allt handlade om att konkurrensen från Sony Playstation 2 blev för tuff. Den hade dvd-spelare vilket Dreamcast saknade. Ytterligare en anledning till att SEGA inte lyckades ta fler marknadsandelar med Dreamcast var att de förvirrat sina kunder på 1990-talet genom att släppa olika varianter av, och expansioner till, 16-bitars konsolen Mega Drive. Dessutom hade Segas svar på Sonys Playstation 1, Saturn, floppat vilket sannolikt också fick kunderna att tveka vid val av konsol.
Dreamcast var mycket kortlivad då produktionen avslutades i mars år 2001 – knappt ett och ett halvt år efter lanseringen i Europa. Det var i slutet av januari 2001 som Sega meddelade att tillverkningen skulle upphöra inom två månader. 10,6 miljoner enheter såldes.

## Utveckling
Sega utvecklade parallellt två möjliga uppföljare till Saturn.
Den ena kallades "White Belt" och innehöll VideoLogics grafikprocessor PowerVR2.
Den andra kallades "Black Belt" och innehöll en grafikprocessor från 3dfx.
Sega valde till slut "White Belt" vilket ledde till att 3dfx stämde Sega för avtalsbrott.

## Tekniska specifikationer
- Processor: 206 MHz Hitachi SH-4 RISC-processor
- Grafikprocessor: PowerVR2 CLX2
- RAM: 16 MB
- VRAM: 8 MB
- Videosignal: Kompositvideo, RF, RGB, S-Video och VGA.
- Ljud-RAM: 2 MB
- Ljudprocessor: 32-bitars Yamaha Super Intelligent Sound Processor med en inbyggd 47MHz 32-Bit ARM7 RISC processor
- CD-ROM: 12x hastighet

## Spel
Dreamcast fick sin korta livstid till trots ett flertal högaktade spel. Gratisspelet ChuChu Rocket! uppnådde popularitet. Titlar som ofta citeras som klassiker är bland andra Shenmue, Skies of Arcadia, Crazy Taxi, Soul Calibur, Grandia II, Ready 2 Rumble, Virtua Tennis, Power Stone och Resident Evil: Code Veronica.

## Tillbehör

### VMU

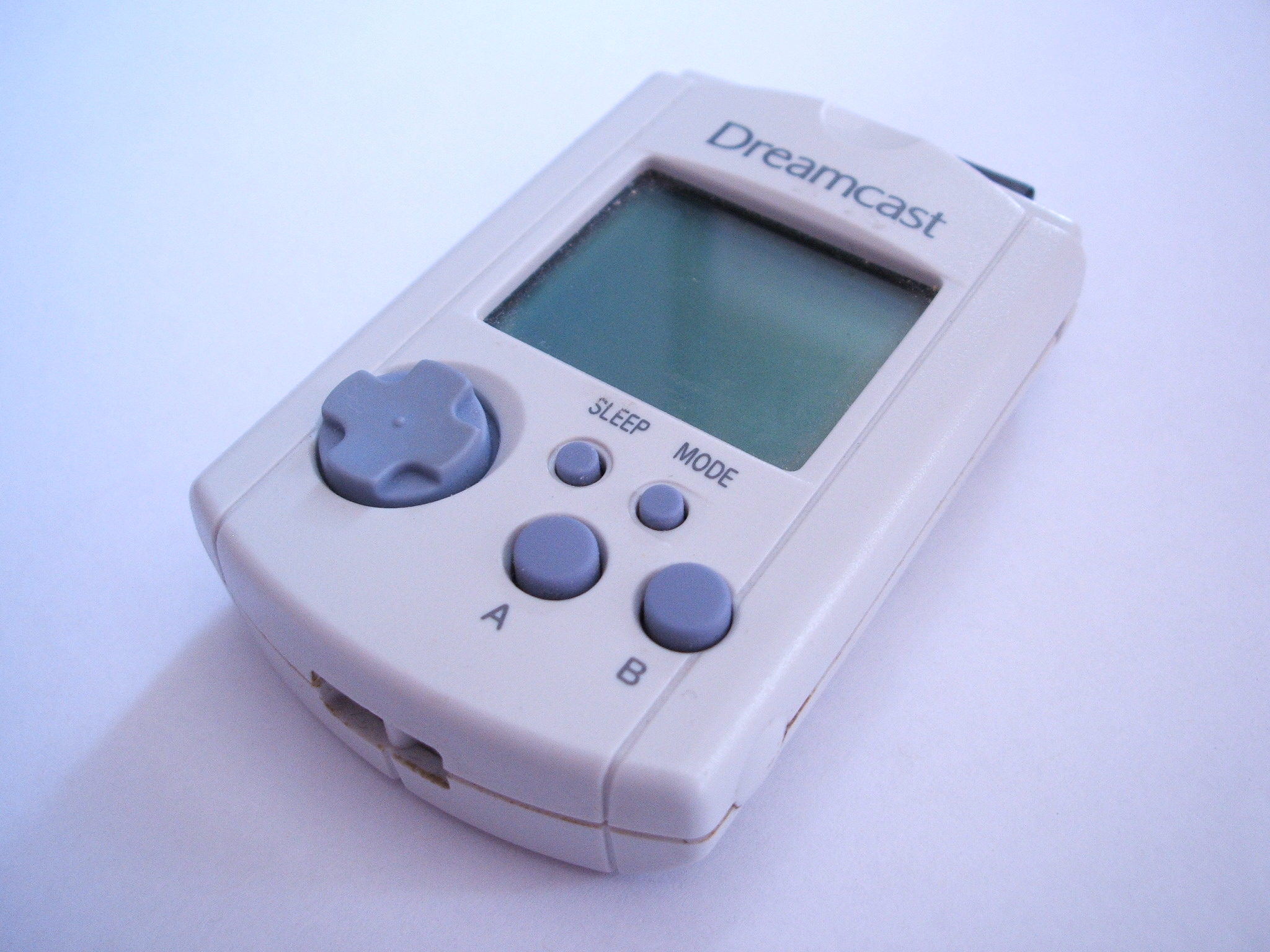
Dreamcasts VMU var en i princip unik funktion.

Istället för traditionella minneskort valde Sega att använda en enhet som mer liknade en enkel portabel spelkonsol kallad Visual Memory Unit eller VMU.
VMU hade en monokrom LCD-skärm som visade bilder, animationer samt spelinformation när det sattes i kontrollen. Dessutom hade den anslutningar som gjorde att data kunde överföras mellan Dreamcast och VMU eller mellan två VMU. Den hade ett 128 KB RAM-minne och vägde 45 gram.

### Dreameye
Dreameye är namnet på ett tillbehör motsvarande EyeToy, Xbox Live Vision och PlayStation Eye.

### Övriga tillbehör
- Ljuspistol
- Mus
- Tangentbord

### Fotnoter
1. 1 2 3  ”Sega Dreamcast tar konsolerna till internet”. Internetmuseum. https://www.internetmuseum.se/tidslinjen/sega-dreamcast-tar-konsolerna-till-internet/. Läst 13 februari 2018.
2. ↑  ”Dreamcasts uppgång och fall - Dreamcast.nu”. www.dreamcast.nu. https://www.dreamcast.nu/dreamcasts-uppgang-och-fall/. Läst 11 januari 2019.
3. ↑  ”Dreamcast is officially dead” (på engelska). Geek. 31 januari 2001. Arkiverad från originalet den 13 februari 2018. https://web.archive.org/web/20180213195146/https://www.geek.com/games/dreamcast-is-officially-dead-544620/. Läst 22 maj 2017.